# Abdelkrim Hamiche
Abdelkrim Hamiche , né le 29 septembre 1958, est un ancien handballeur algérien. 

## Biographie
Après avoir débuté au Rama Mouradia d'Alger, il est passé en junior au Mouloudia des pétroliers d'Alger. Après la réforme de 1978, toutes les équipes du premier niveau, de tous les sports, ont été intégrées dans les entreprises nationales et Hamiche travaille alors à mi-temps et s'entraîne deux heures par jour, étant également libéré sans problème à l'occasion des stages.
Vers 1985, il rejoint ensuite le NADIT Alger avec le même rythme de vie. Là, il est chargé d'études commerciales et touche des primes d'international et des primes à l'indice de performance. Les revenus d'un « cadre » de sa valeur peut avoisiner les 5 000 dinars (environ 10 000 FRF (3 014,3 EUR2023)).
En 1986, il rejoint la France et l'AC Boulogne-Billancourt. Il quitte le club de la banlieue parisienne en 1988 et rejoint le Qatar. Un an plus tard, il revient en France au Vitrolles SMUC où il évolue jusqu'en 1991,
Après sa carrière, il devient animateur socio-éducatif à Vitrolles, l'une des premières villes conquises par l'extrême-droite en 1997.

## Palmarès

### En club
- Vainqueur du Championnat d'Algérie en 1982 , 1984 , 1985
- Vainqueur de la Coupe d'Algérie en 1982 , 1983 , 1985
- Vainqueur de la Ligue des champions d'Afrique : 1983
- Finaliste de la Ligue des champions d'Afrique : 1980

### En équipe nationale
Championnats d'Afrique des nations
- Médaille de bronze du Championnat d'Afrique  1979
- Vainqueur du Championnat d'Afrique 1981
- Vainqueur du Championnat d'Afrique 1983
- Vainqueur du Championnat d'Afrique 1987
- Vainqueur du Championnat d'Afrique 1989

Jeux olympiques
- 10e place aux Jeux olympiques de 1980 [8]

Jeux méditerranéens
- médaille d'argent aux Jeux méditerranéens de 1983